# I Gotta
I Gotta è il singolo di debutto con una major del rapper statunitense Don Toliver pubblicato il 6 novembre 2017, tramite Cactus Jack.

## Tracce
Testi e musiche di Caleb Toliver, Dee B.
1. I Gotta – 2:34